# Tenntorp

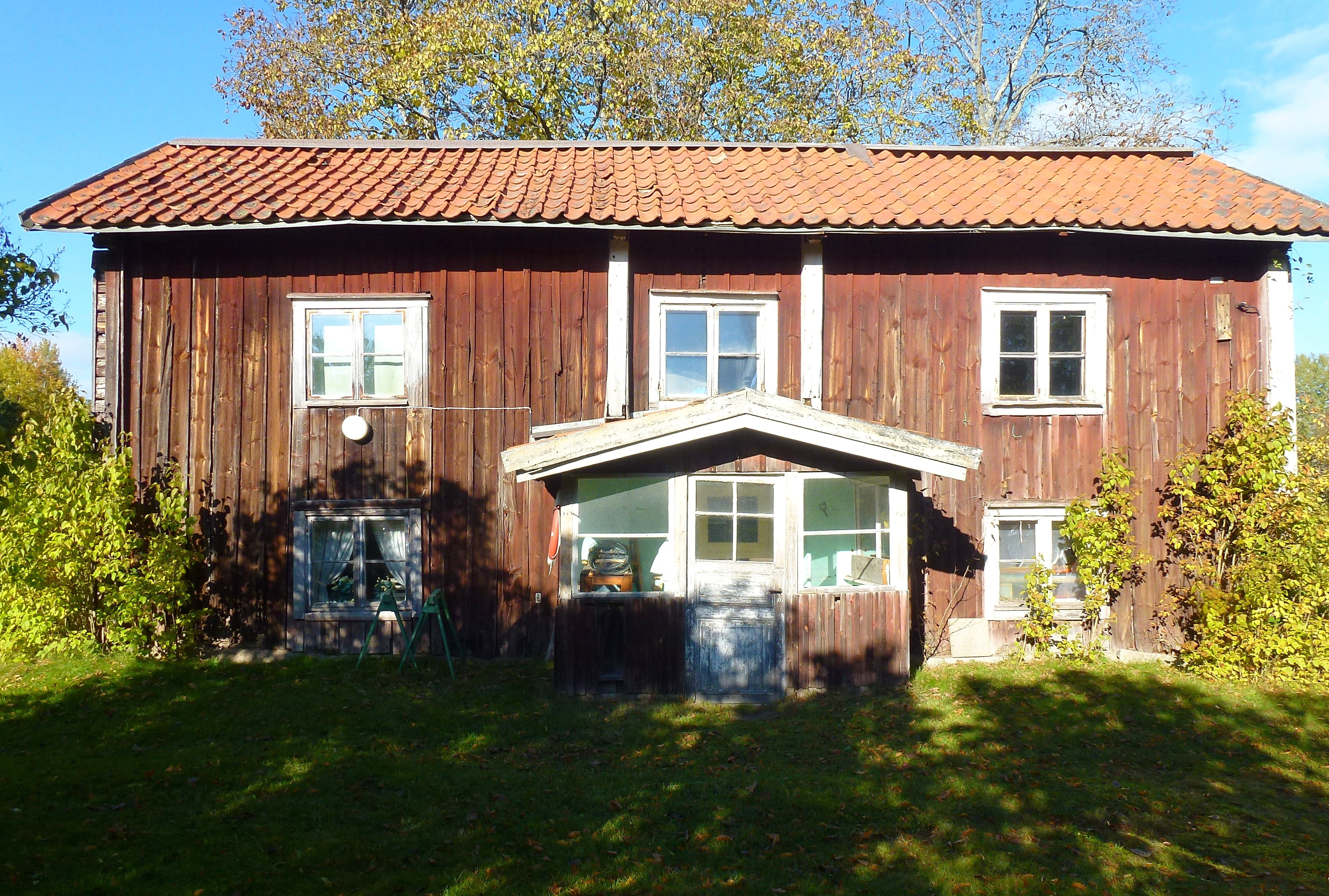
Tenntorps ursprungliga mangårdsbyggnad i oktober 2015.

Tenntorp är en tidigare bondgård belägen vid Ältavägen i Nacka kommun. Det gamla torpstället är känt sedan 1603 och består idag av två manbyggnader där den ursprungliga uppfördes troligen så tidigt som i slutet av 1600-talet. Huset utgör därmed kommunens äldsta bevarade byggnad. Den andra manbyggnaden tillkom i början på 1900-talet och är idag privatbostad.

## Historik

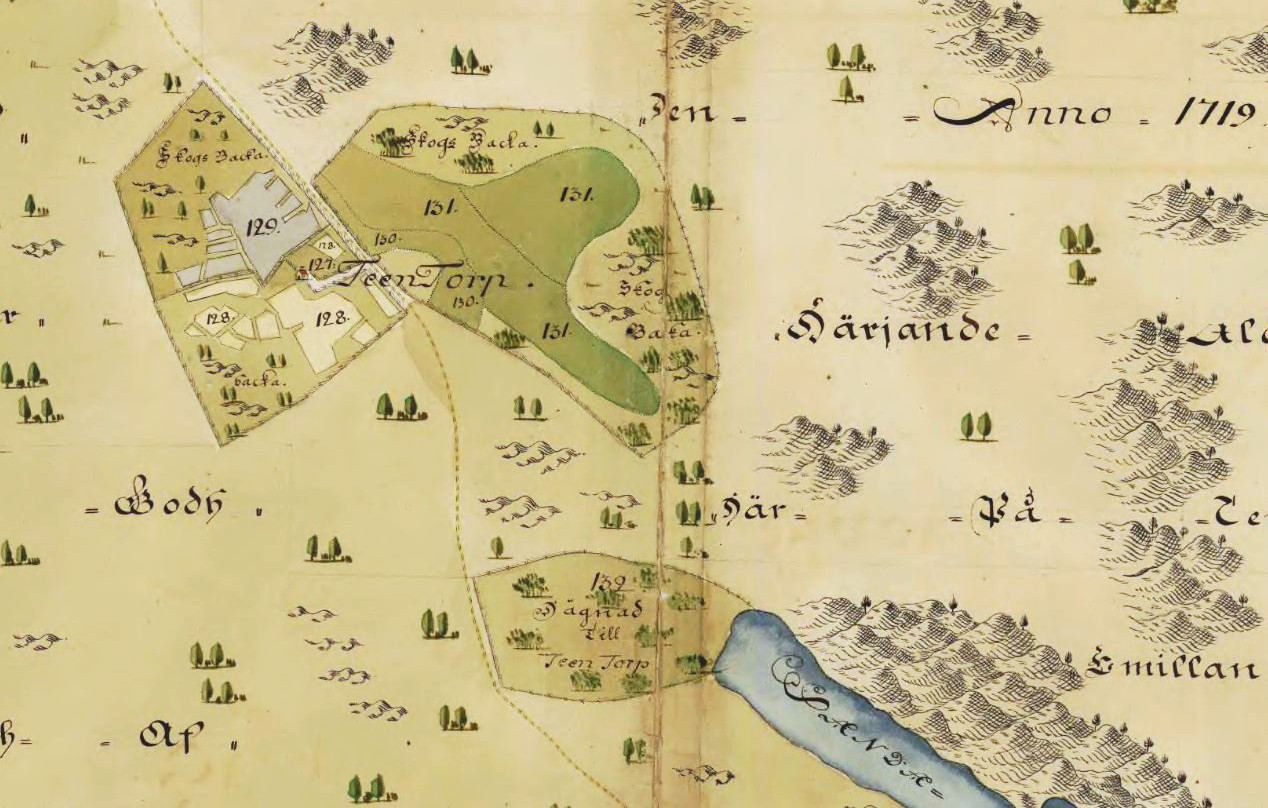
Tenntorp på en karta från 1722.

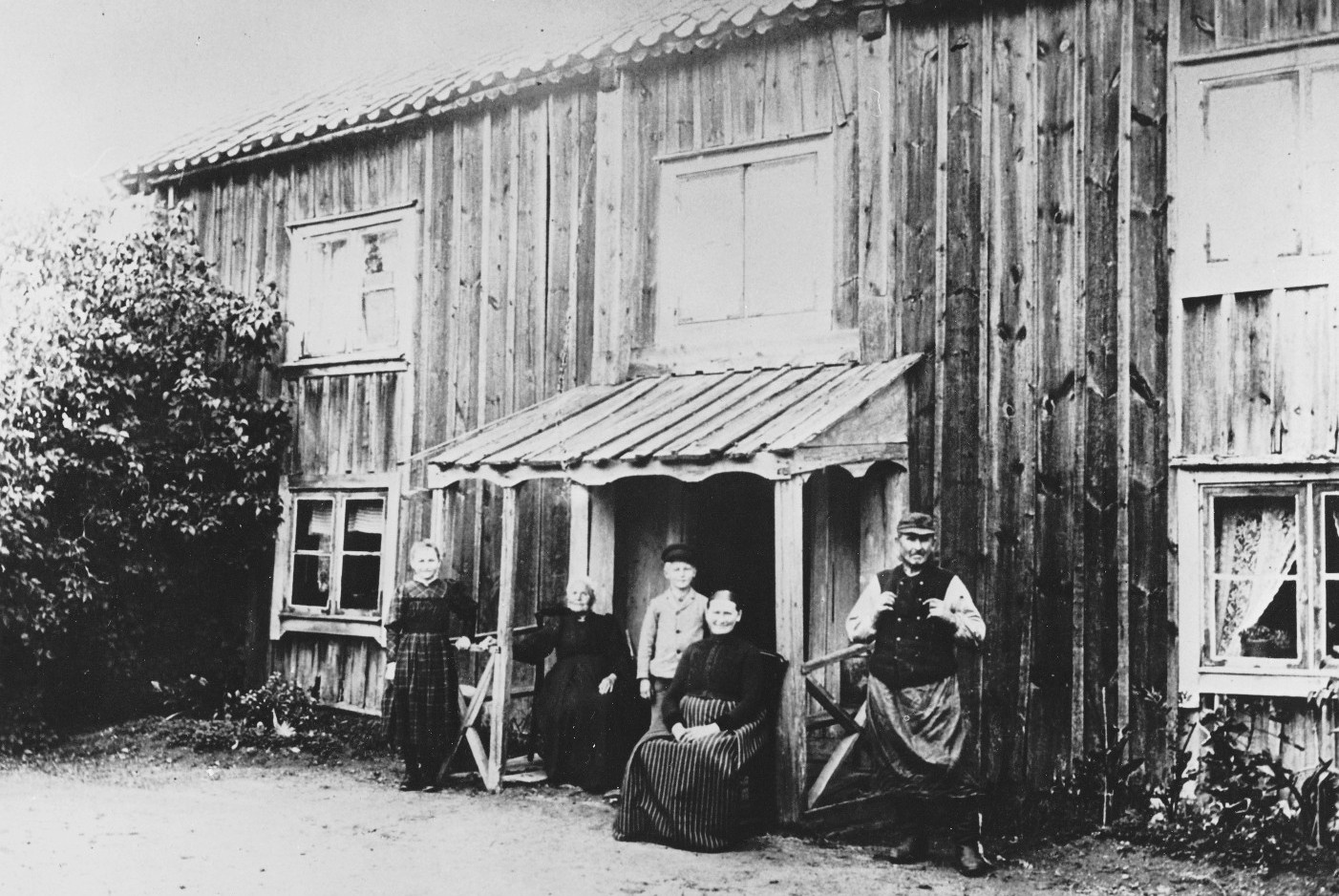
Tenntorp med boende på 1890-talet.

Tenntorp har sitt namn efter ten som betyder gren, kvist, pinne. Stället är känt sedan 1603 och var bland annat ett dagsverkstorp och ett skogvaktarboställe. Nuvarande huvudbyggnad uppfördes förmodligen i slutet av 1600-talet och är en knuttimrad parstuga, ursprungligen i en våning och påbyggd med en våning under 1800-talets första hälft. 
I en torpsyn från 1855 beskrivs Tenntorp enligt följande: ”Ett hus av timmer och brädpanelad under tegeltak med förstukvist av korsvirke 19 alnar 18 tum lång, 6 alnar 5 tum bred. Köket har två fönsterlufter. Nya tapeter i övervåningen uppsättes”.
Tenntorp utvecklades från ett enkelt dagsverkstorp till ett bärkraftigt småjordbruk. Mellan 1687 och 1697 var Tenntorp prästboställe för prästen Fröselius. Därefter fick närbelägna Källtorp ta över funktionen som prästgård. Tenntorp klarade sig oskadd under rysshärjningarna 1721. På en karta från 1722 redovisas stället som Teen Torp med mark öster och väster om landsvägen (dagens Ältavägen) samt en jordplätt nordväst om Sandasjön. 
Enligt folktron dränkte här vid Sandasjön en bonde från Tenntorp sina tvillingpojkar i Svartbäcken. Barnen hade han fått med sin piga. Det sägs att vid fullmåne, lördagskvällar omkring åttatiden, kan man höra barnskrik på denna plats.
Från och med 1832 var Tenntorp arrendegård under godset Erstavik. Den ursprungliga manbyggnaden är idag (2015) obebodd och i dåligt skick. Huset hyrs ut till Enskede Sportfiskeklubb. Bostadshuset är en putsat 1½ våningars byggnad med tegeltäckt sadeltak. Det härrör från början av 1900-talet och är numera privatbostad. På östra sidan av Ältavägen etablerade sig en handelsträdgård i några av Tenntorps äldre uthus.

## Bilder

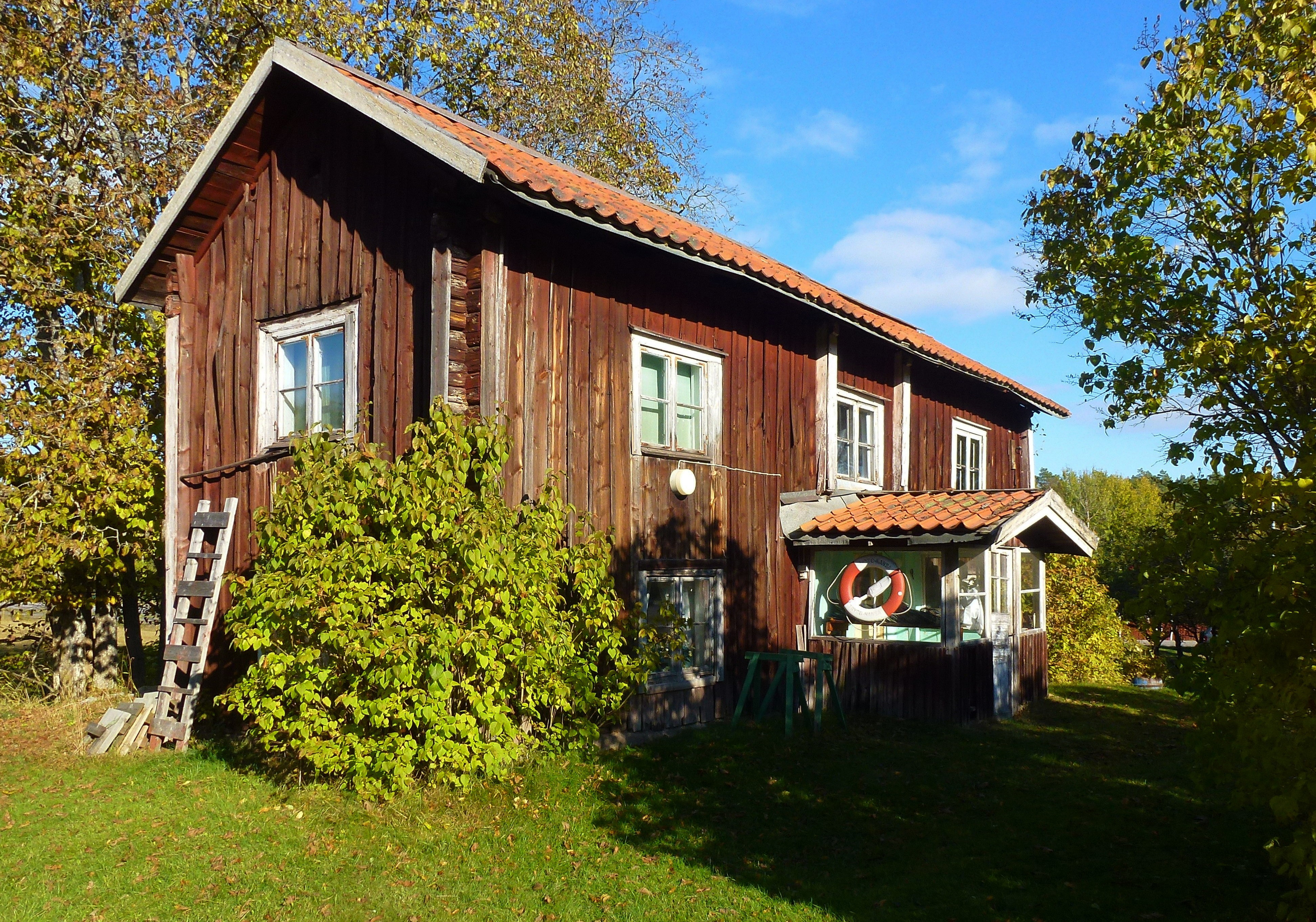
Tenntorps mangård från slutet av 1600-talet
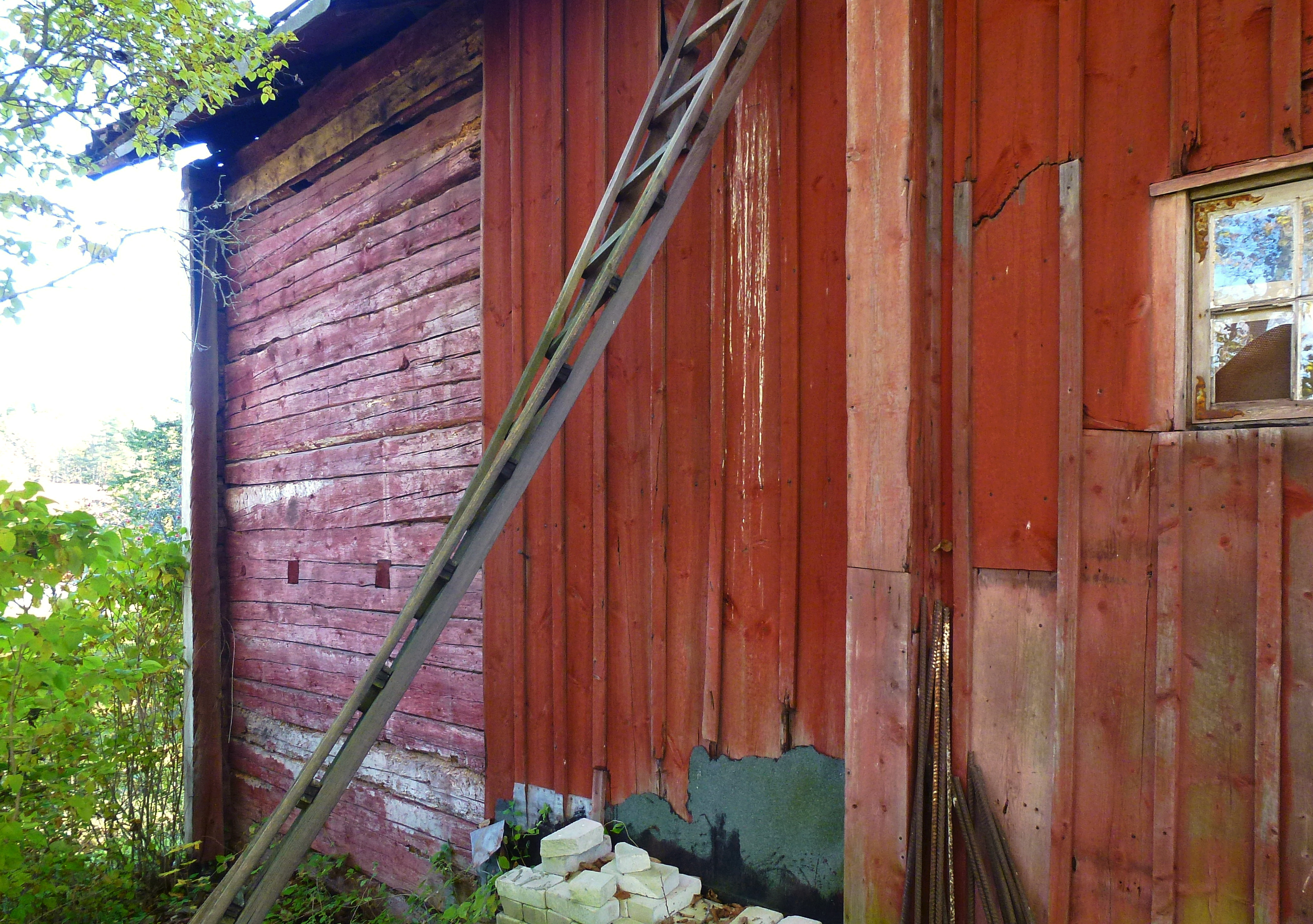
Fasad med delvis nertagen panel
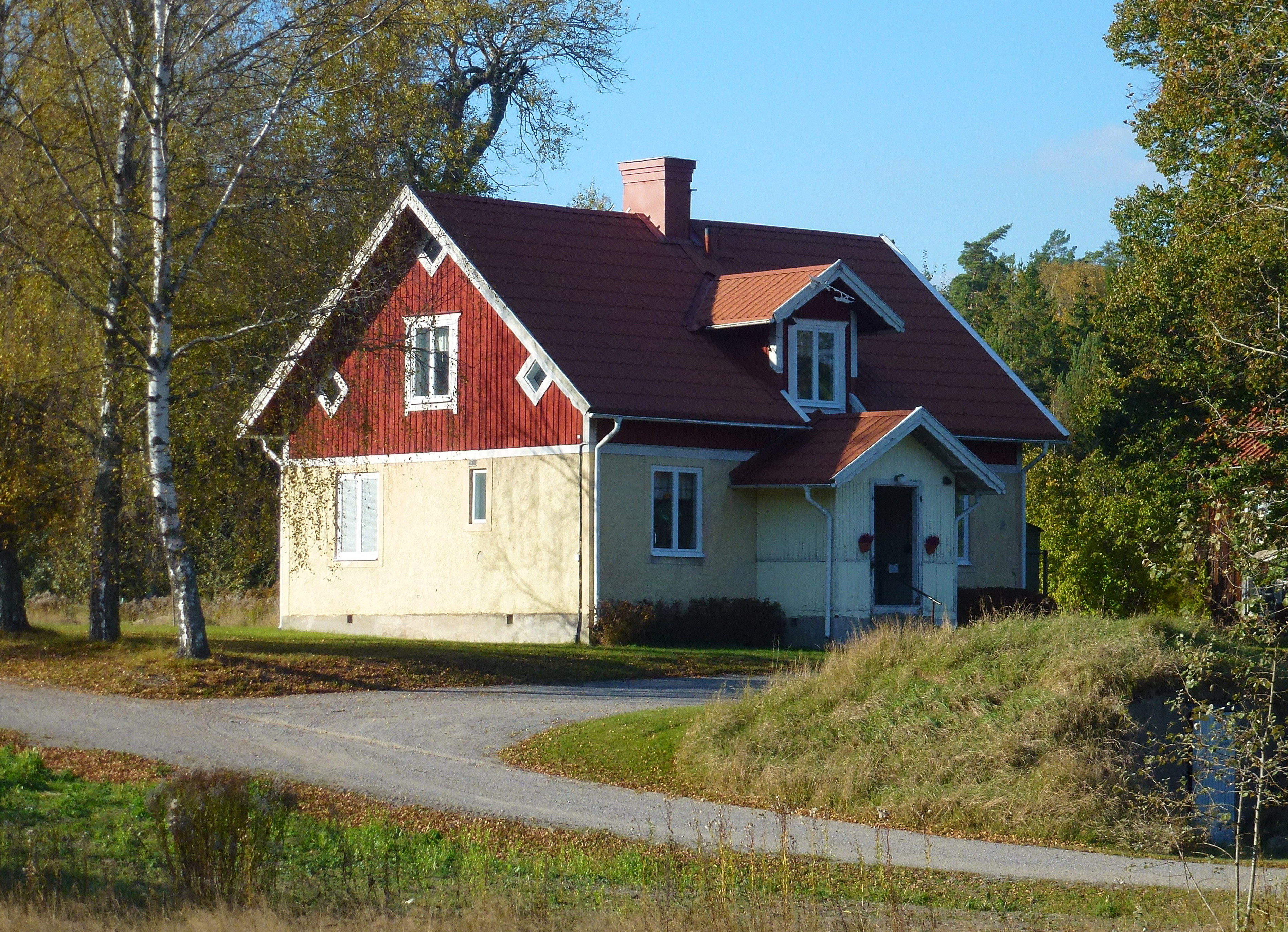
Tenntorps boningshus från 1900-talets början
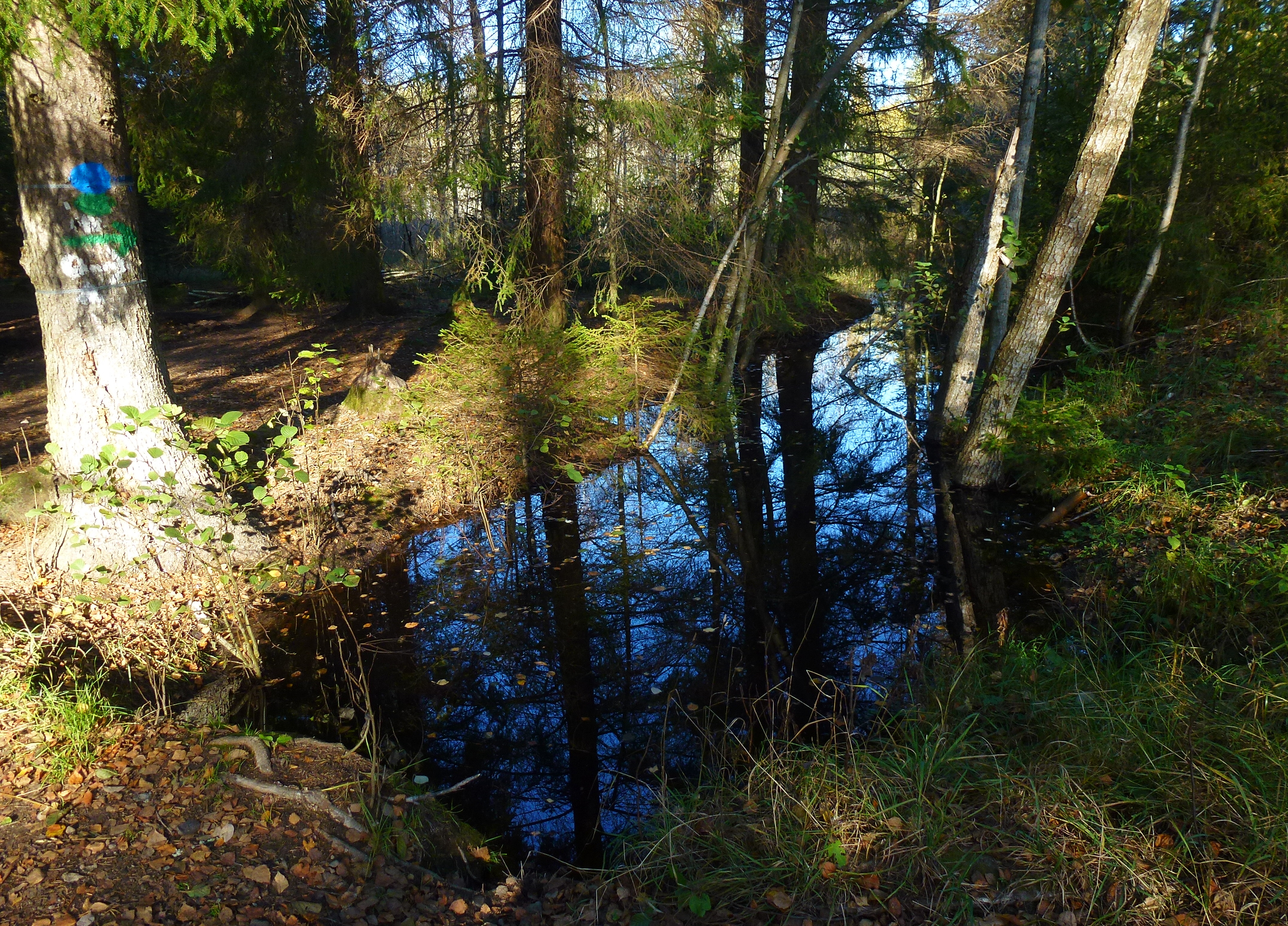
Svartbäcken, plats med tradition (RAÄ-nummer Nacka 255)
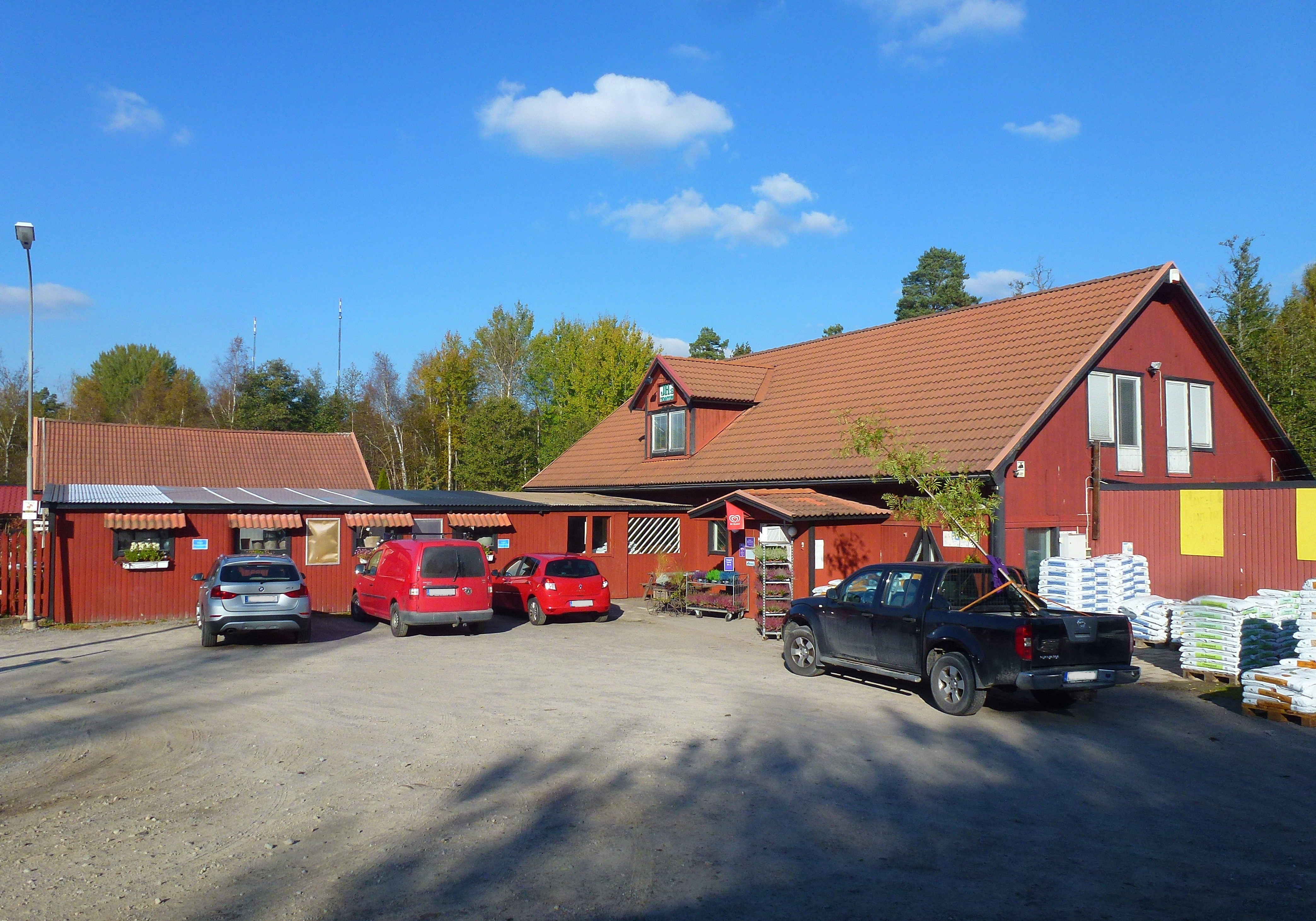
Handelsträdgården vid Tenntorp